# Tritog Jetsen
Tritog Jetsen (em tibetano: ཐོག་རྗེ་ཐོག་བཙན; Wylie: khri thog rje thog btsan, chines: 赤托杰托赞) foi o 27º Rei de Bod (Tibete) de acordo com a tradição lendária tibetana e o quarto dos chamados cinco reis severos cujos nomes continham o fonema Tsen (severo, grupo que reinou até 493).

## Vida
Tritog Jetsen pertencia à dinastia Yarlung que dominava a área do vale do Rio Bramaputra, chamado Yarlung Tsangpo no sul do Tibete,  na primeira metade do século VI. Seu pai era Tritsen Nam. E foi pai de Thothori Nyantsen. Rolf Stein o coloca como o ultimo dos 27 reis legendários.